# Hoya tjadasmalangensis
Hoya tjadasmalangensis är en oleanderväxtart som beskrevs av Reinier Cornelis Bakhuizen van den Brink. Hoya tjadasmalangensis ingår i släktet Hoya och familjen oleanderväxter. Inga underarter finns listade i Catalogue of Life.